# Curt West
Curt Allan West, född 24 november 1959 i San Francisco, är en finländsk författare och läkare. 
West, som blev medicine licentiat 1993, är verksam som praktiserande psykoterapeut sedan 1996 och blev militärläkare vid Dragsviks garnison i Ekenäs 2003. Han debuterade som lyriker med Teaterskolan (1990), som följts av en rad samlingar, bland annat Glad (1994), Ritaren (2001) och Vändkrets (2006). Han skriver en existentiellt sökande dikt, där bruten rytm och färgstarkt bildspråk blir medel att besvärja kaos. Han är även verksam som kolumnist och recensent i olika tidningar. 